# 京都市農業協同組合
京都市農業協同組合（きょうとしのうぎょうきょうどうくみあい、通称JA京都市）は、京都府京都市右京区に本店を置く農業協同組合。

## 業務区域
- 京都府京都市上京区
- 京都府京都市下京区
- 京都府京都市中京区
- 京都府京都市東山区
- 京都府京都市山科区
- 京都府京都市右京区の一部
- 京都府京都市左京区の一部
- 京都府京都市西京区の一部
- 京都府京都市北区の一部
- 京都府京都市南区の一部
- 京都府京都市伏見区の一部